# Melamin cyanurat
Melamin xyanurat, hay thường được biết đến là dẫn xuất axit của melamin-xyanuric hoặc phức axít của melamin-xyanuric, là một phức chất dạng tinh thể được thạo thành từ hỗn hợp 1:1 của melamin và axít xyanuric. Phức này được tạo thành do các liên kết hydro tạo thành mạng liên kết hai chiều. Melamin xyanurat tạo thành tinh thể trong dung dịch nước và được xem là tác nhân chính gây nên các vụ nhiễm độc gần đây cho vật nuôi từ các thức ăn nhập khẩu của Trung Quốc.

## Hóa học
Melamin và axít xyanuric dễ dàng thạo thành liên kết hydro.

## Sử dụng
Melamin xyanurat được dùng chủ yếu như chất chống cháy.

## Độc tính
Nó được xem như có độ độc cao hơn melamin hoặc axít xyanuric đơn chất.
LD50 đối với chuột nhắt và chuột cống là (ăn phải):
- 4,1 g/kg - Melamin xyanurat
- 6,0 g/kg - Melamin
- 7,7 g/kg - Axít xyanuric

Độ độc được nghiên cứu sau khi gần đây những thức ăn của vật nuôi có chứa melamin đã kết luận rằng, sự kết hợp của melamin và axít xyanuric đã dẫn đến bệnh lý về thận của mèo.

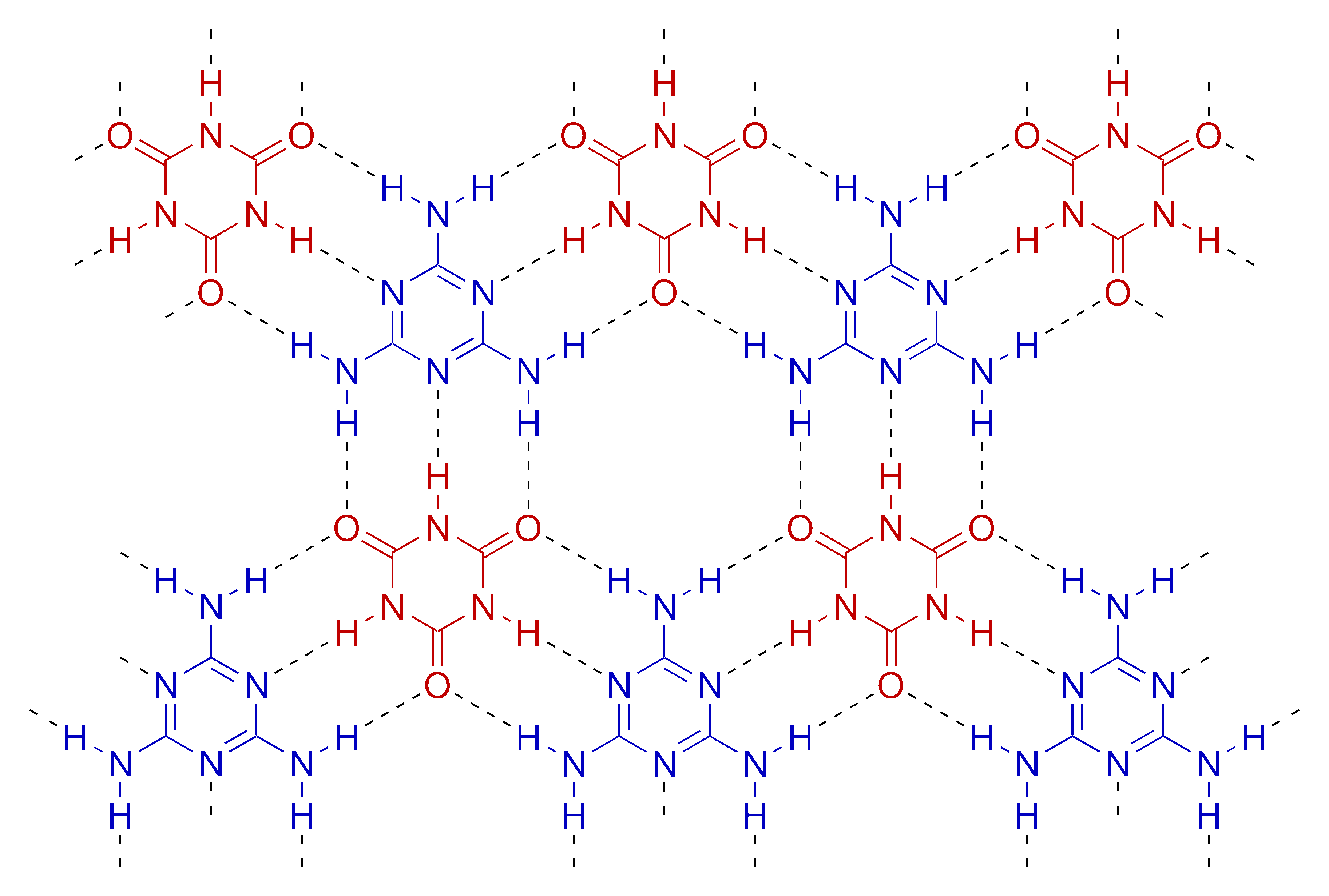
Mạng lưới các liên kết hydro (đường nét đứt) giữa melamin (màu xanh) và axít xyanuric (màu đỏ)